# Claire Guttenstein
Claire Marie Guttenstein, later Claire Marie Gutt-Frick (geboren Claire Marie Frick) (Sint-Joost-ten-Node, 19 september 1886 – Jette, 20 april 1948) was een Belgische zwemster uit het begin van de twintigste eeuw. 

## Loopbaan
Guttenstein was van 2 oktober 1910 tot 29 september 1911 wereldrecordhoudster op de 100 meter vrije slag, met een tijd van 1.26,6. Een artikel in The Salt Lake Tribune van 10 september 1911 vermeldde dat Claire Guttenstein veel zwemwedstrijden over de Seine in Parijs tegen mannen had gewonnen.
Ze nam deel aan de Olympische Spelen van 1912 in Stockholm. Daar raakte ze niet voorbij de series van de 100 meter vrije slag (ze werd vijfde in haar serie). Ze werd ook vijfmaal Belgisch kampioene op dit nummer.
Claire Frick was de dochter van Henri Frick, burgemeester van Sint-Joost-ten-Node. Tijdens haar studies leerde ze de econoom Camille Guttenstein (later Gutt) kennen, met wie ze trouwde in 1906. Gutt was tijdens de Tweede Wereldoorlog minister van financiën in de Belgische regering-in-ballingschap, en voerde na de oorlog de geldsanering door die bekend werd als de Operatie Gutt. 

## Belgische kampioenschappen
Langebaan
| Onderdeel        | Jaar                         |
| ---------------- | ---------------------------- |
| 100 m vrije slag | 1909, 1910, 1911, 1912, 1919 |